# هنري ساذرلاند إدواردز
هنري ساذرلاند إدواردز (بالإنجليزية: Henry Sutherland Edwards)‏ (5 سبتمبر 1828، لندن في المملكة المتحدة - 21 يناير 1906)؛ صحفي، كاتب وروائي بريطاني.